# Anna Tomczyk
Anna Tomczyk z d. Związek (ur. 26 listopada 1987 w Łodzi) – polska siatkarka grająca na pozycjach przyjmującej i atakującej. Od sezonu 2013/2014 zawodniczka TKST Budowlanych Budlex Toruń.
Anna Związek rozpoczynała karierę siatkarską w drużynie UKS Dziewiątka Łódź. Pierwszym trenerem zawodniczki był Zbigniew Zdun. Swoją karierę siatkarską kontynuowała w łódzkich klubach: ŁKS Łódź oraz Starcie Łódź. Następnie przez dwa sezony grała w pierwszoligowym zespole – Piast Szczecin. W sezonie 2008/2009 broniła barw drużyny, występującej w PlusLidze Kobiet – KPSK Stal Mielec. Następnie przeniosła się do AZS KSZO Ostrowiec Świętokrzyski, skąd trafiła do Jedynki Aleksandrów Łódzki.
W 2012 wyszła za mąż za piłkarza Rafała Tomczyka, obecnie zawodnika TS Sokoła Aleksandrów Łódzki.

## Kluby
| Klub                             | Lata gry    |
| -------------------------------- | ----------- |
| UKS Dziewiątka Łódź              | wychowanka  |
| ŁKS Łódź                         | 2003 – 2005 |
| Start Budowlani Łódź             | 2005 – 2006 |
| Piast Szczecin                   | 2006 – 2008 |
| KPSK Stal Mielec                 | 2008 – 2009 |
| AZS KSZO Ostrowiec Świętokrzyski | 2009 – 2011 |
| Jedynka Aleksandrów Łódzki       | 2011 – 2013 |
| TKST Budowlani Budlex Toruń      | od 2013     |